# Pseudhipposaurus kitchingi
Pseudhipposaurus es un género extinto de terápsido biarmosuquio de finales del Pérmico de Sudáfrica.